# Calle Batallón Cazadores de Tarifa
La calle Batallón Cazadores de Tarifa es una calle del casco urbano de la ciudad de San Roque (Cádiz).
Constituye el principal acceso al centro de la ciudad, al ser la vía que comunica el enlace de El Toril, entrada sur a San Roque desde la A-7 y la CA-34, y la plaza de Andalucía, punto de encuentro de varias de las principales calles de la localidad.
Esta calle es conocida por los sanroqueños como El Carril o Er Carrí. Al ser la principal vía de entrada al centro de San Roque, esta calle siempre soporta un alto volumen de tráfico, siendo habitual por ella el paso de autobuses hacia a la terminal de la Alameda de Alfonso XI.
En esta calle está situado el Edificio Judicial del Partido de San Roque,  que comprende a esta ciudad así como a Castellar, Jimena de la Frontera y San Martín del Tesorillo. En este lugar se sitúa el Juzgado Decano y dos juzgados de Primera Instancia. Los locales comerciales de esta calle son una tienda de ultramarinos, una agencia de viajes, una asesoría, un gimnasio, un Taller mecánico y una autoescuela.
Recuerda al Batallón de Cazadores Tarifa nº 5 que formó parte de 2ª Brigada Mixta, de guarnición en el Campo de Gibraltar y que al mando del general  José Morales Plá formó parte del Ejército Español de Operaciones en la Segunda Campaña de Melilla (1909)  al mando del  gobernador militar de la plaza de Melilla, general José Marina Vega durante la conocida como guerra de Melilla que se desarrolla entre los meses de julio a diciembre de 1909.